# Zebinus flavovirgulatus
Zebinus flavovirgulatus är en skalbaggsart som beskrevs av Leon Fairmaire 1888. Zebinus flavovirgulatus ingår i släktet Zebinus och familjen Cetoniidae. Inga underarter finns listade i Catalogue of Life.